# 600er
Portal Geschichte | Portal Biografien | Aktuelle Ereignisse | Jahreskalender | Tagesartikel

◄ |
6. Jh. |
7. Jahrhundert
| 8. Jh. | ►

◄ |
570er |
580er |
590er |
600er
| 610er | 620er | 630er | ►

600 |
601 |
602 |
603 |
604 |
605 |
606 |
607 |
608 |
609

## Ereignisse
- um 600: Ende der peruanischen Nazca-Kultur. Im bolivianischen Tiawanacu (Tihuanaco) entsteht eine neue Hochkultur.
- um 600: Höhepunkt der mexikanischen Kultur von Teotihuacán.
- um 600: Die Pocken erreichen erstmals Europa.
- 608: Der oströmische Kaiser Phokas schenkt das Pantheon in Rom Papst Bonifatius IV.